# Sapphirina
Genre
Synonymes
- Carcinium Meyen, 1834[1]
- Cyanomma Haeckel, 1864[1]
- Edwardsia Costa O.G., 1838[1]
- Pyromma Haeckel, 1864[1]
- Sapphiridina Haeckel, 1864[1]

Sapphirina est un genre de crustacés copépodes de la famille des Sapphirinidae.

## Liste des espèces
Selon World Register of Marine Species (12 janvier 2023) :
- Sapphirina angusta Dana, 1849
- Sapphirina auronitens Claus, 1863
- Sapphirina bicuspidata Giesbrecht, 1891
- Sapphirina darwinii Haeckel, 1864
- Sapphirina doliolettae Takahashi, Itoh & Hirai, 2022
- Sapphirina gastrica Giesbrecht, 1891
- Sapphirina gemma Dana, 1852-1853
- Sapphirina granulosa Giesbrecht, 1891
- Sapphirina indicator Thompson J.V., 1829
- Sapphirina intestinata Giesbrecht, 1891
- Sapphirina iris Dana, 1849
- Sapphirina lactens Giesbrecht, 1893
- Sapphirina maculosa Giesbrecht, 1893
- Sapphirina metallina Dana, 1849
- Sapphirina nigromaculata Claus, 1863
- Sapphirina opalina Dana, 1849
- Sapphirina ovatolanceolata Dana, 1849
- Sapphirina pyrosomatis Giesbrecht, 1893
- Sapphirina sali Farran, 1929
- Sapphirina scarlata Giesbrecht, 1891
- Sapphirina sinuicauda Brady, 1883
- Sapphirina stellata Giesbrecht, 1891
- Sapphirina vorax Giesbrecht, 1891
- Sapphirina aureofurca Giesbrecht, 1891
- Sapphirina clausii (Haeckel, 1864)
- Sapphirina cylindrica Lubbock, 1860
- Sapphirina danae Lubbock, 1856
- Sapphirina edwardsii (Haeckel, 1864)
- Sapphirina gegenbauri (Haeckel, 1864)
- Sapphirina gibba Rose, 1929
- Sapphirina lomae Esterly, 1905
- Sapphirina longifurca Scott A., 1909
- Sapphirina opaca Lubbock, 1856
- Sapphirina opalina-darwini Lehnhofer, 1929
- Sapphirina ovatolanceolata-gemma Lehnhofer, 1929
- Sapphirina pachygaster Claus, 1863
- Sapphirina pseudolactens Lehnhofer, 1929
- Sapphirina salpae Claus, 1859
- Sapphirina scalaris Fischer, 1860
- Sapphirina stylifera Lubbock, 1856
- Sapphirina thompsoni Lubbock, 1860
- Sapphirina versicolor Dana, 1849
- Sapphirina darwini Haeckel, 1864
- Sapphirina bella Dana, 1849
- Sapphirina coruscans Dana, 1849
- Sapphirina detonsa Dana, 1849
- Sapphirina elegans Lubbock, 1860
- Sapphirina fulgens Templeton, 1836
- Sapphirina inaequalis Dana, 1853
- Sapphirina indigotica Dana, 1849
- Sapphirina nitens Lubbock, 1860
- Sapphirina obesa Dana, 1849
- Sapphirina obtusa Dana, 1849
- Sapphirina orientalis Dana, 1849
- Sapphirina ovalis Dana, 1849
- Sapphirina ovata Dana, 1849
- Sapphirina parva Lubbock, 1860
- Sapphirina reticulata Brady, 1883
- Sapphirina serrata Brady, 1883
- Sapphirina splendens Dana, 1852-1853
- Sapphirina tenella Dana, 1849
- Sapphirina uncinata Leuckart, 1853

## Publication originale
- (en) Thompson, J.V. (1829). On the Luminosity of the Ocean, with descriptions of some remarkable species of Luminous Animals (Pyrosoma pigmaea and Sapphirina indicator) and particularly of the four new genera, Nocticula, Cynthia, Lucifer and Podopsis, of the Shizopodae, in: Thompson, J.V. (1828-1834). Zoological Researches, and illustrations; or, natural history of nondescript or imperfectly known animals, in a series of memoirs, illustrated by numerous figures. pp. 37-61, plates V-VIII lire